# 国道56号線 (韓国)
国道56号線(國道第五十六號 鐵原襄陽線、ハングル: 국도 제56호선)は江原特別自治道鉄原郡金化邑から同道襄陽郡襄陽邑をつなぐ総延長205.7 kmの距離である大韓民国の一般国道である。ほとんどの区間のうち一部は国家支援地方道56号線と重複される。

## 歴史
- 1981年3月14日 : 国道56号線に金化~襄陽線を新設。
- 1981年4月13日 : 国道に昇格された鉄原郡金化邑鶴沙里~襄陽郡襄陽邑南門里186.6km区間の開通。

## 通過する自治体
- 江原特別自治道
  - 鉄原郡 - 華川郡 - 春川市 - 洪川郡 - 襄陽郡

## 交差する道路
高速道路
- ソウル-襄陽高速道路
- 東海高速道路

国道
- 国道5号
- 国道7号
- 国道19号線 (韓国)（朝鮮語版）
- 国道31号線 (韓国)（朝鮮語版）
- 国道43号線 (韓国)（朝鮮語版）
- 国道44号線 (韓国)（朝鮮語版）
- 国道46号
- 国道75号線 (韓国)（朝鮮語版）
- 国道77号